# 2482 Perkin
2482 Perkin eller 1980 CO är en asteroid i huvudbältet som upptäcktes den 13 februari 1980 av Harvard College Observatory. Den är uppkallad efter Richard S. och Gladys T. Perkin.
Den tillhör asteroidgruppen Koronis.